# تلمبه علی‌نژاد مقدم ۴
تلمبه علی نژادمقدم ۴ روستایی در دهستان گاوکان بخش مرکزی شهرستان ریگان استان کرمان ایران است.

## جمعیت
بر پایه سرشماری عمومی نفوس و مسکن در سال ۱۳۹۵ جمعیت این مکان این روستا بدون جمعیت بوده‌است.